# Безопасный гроб
Безопа́сный гроб — тип гроба, оборудованный механизмом спасения на случай ошибочного захоронения человека заживо, например, небольшим колоколом, расположенным над поверхностью земли и соединённым верёвкой с конечностью покойного в гробу. Впервые появились в Европе в конце XVIII века. Производились вплоть до 1934 года в странах Европы и Северной Америки.

## Предпосылки возникновения
Исторически случайное погребение человека, находящегося без сознания или в летаргическом сне и ошибочно сочтённого умершим, встречалось редко. Тем не менее, известны случаи, когда человек приходил в себя во время подготовки к собственным похоронам — поэтому логично было предположить, что были и те, кто очнулись, уже будучи погребёнными. В 1772 году имеющиеся прецеденты побудили герцога Мекленбургского ввести для предотвращения возможного погребения заживо обязательную отсрочку похорон до третьего дня после смерти. Вскоре эта мера была принята в ряде стран Европы. Правило, однако, соблюдалось не всегда. Во время массовых эпидемий холеры, поражавших Европу и Северную Америку в XVII—XIX веках, жертв хоронили чрезвычайно поспешно — иногда через несколько часов после смерти, — в связи с чем существовало опасение быть похороненными заживо. По позам и состоянию некоторых эксгумированных трупов, подобные случаи действительно имели место.
В середине XIX века страх погребения заживо, подогреваемый слухами и произведениями литераторов — в частности, Эдгара По, — стал достаточно распространённой фобией, получив название тафофобия.
Начиная с конца XVIII века и вплоть до 1934 года в странах Европы и Северной Америки патентовались и производились специальные «безопасные» гробы, оборудованные средствами спасения для погребённых заживо. Эти средства позволили бы похороненному по ошибке живому человеку, придя в себя, подать сигнал на поверхность или самостоятельно выбраться из могилы. Кроме того, подобными приспособлениями оборудовались некоторые склепы. Безопасные гробы пользовались определённым спросом, хотя свидетельства о том, что данные средства спасения действительно кому-либо помогли, отсутствуют за исключением полулегендарных рассказов полуторавековой давности.

## Системы спасения из могилы
Приспособления для спасения погребённого заживо из могилы можно разделить на две группы — приспособления, позволяющие погребённому подать сигнал о том, что он жив и приспособления, позволяющие погребённому самостоятельно выбраться из могилы. Большинство безопасных гробов имело устройства первого типа, поскольку технически обеспечить мнимому покойнику возможность сообщить о себе было проще, чем снабдить его возможностью выбраться самому.
Первый зарегистрированный безопасный гроб был сделан по заказу Фердинанда, принца Брауншвейгского перед его смертью в 1792 году. В склепе и в гробу были сделаны небольшие окна, чтобы в гроб проникал свет, а также трубка, в случае ошибки обеспечившая бы герцога свежим воздухом. Вместо того, чтобы прибивать крышку гроба гвоздями, её закрыли на замок, открывавшийся как снаружи, так и изнутри; таким же замком была оборудована и сама могила-склеп. В специальный карман савана принца положили два ключа — от крышки гроба и от двери склепа.
Шестью годами позднее, в 1798 году, немецкий священник Песслер предложил оборудовать все гробы шнурами, связанными через систему блоков с церковными колоколами. Таким образом человек, ошибочно похороненный заживо, смог бы привлечь к себе внимание и спастись. Однако такая методика спасения мнимых покойников была труднореализуемой и весьма затратной, поэтому вскоре пастор Бек — коллега Песслера, — предложил установить в гробы выходящую на поверхность трубку. Каждый день местный священник должен был при помощи той трубки проверять состояние покойника. Если священник не чувствовал запаха разложения или слышал крики о помощи, гроб мог быть выкопан, и похороненный заживо был бы спасён.
В начале XIX века немецкий врач Адольф Гутсмут разработал безопасный гроб и лично испытал его, будучи несколько раз погребённым в нём заживо. Во время одной такой демонстрации в 1822 году он провёл под землёй несколько часов и даже, используя устройство для подачи в гроб пищи, смог пообедать в могиле супом, сосисками и пивом.
Большинство безопасных гробов XIX — начала XX веков, таких, как конструкции доктора Йохана Табергера и Франца Вестера, было оборудовано небольшой трубой, выходившей на поверхность земли и имевшей сверху маленький колокол. Сквозь трубу к колоколу шла веревка или лёгкая цепь, конец которой привязывался к ноге или руке погребённого (или, как в конструкции Табергера, к рукам, ногам и голове), давая ему возможность позвонить в колокол при пробуждении. Предусматривалась защита колокола от случайного звона (к примеру, от ветра или севших на крепление птиц), водяные отводы для предотвращения заливания могилы дождевой водой и сетка от насекомых. Помимо обеспечения возможности позвонить в колокол, труба позволяла погребённому заживо не задохнуться в гробу, служа своего рода вентиляционной отдушиной. Кладбищенский сторож, услышав звон, должен был вбить в гроб в районе ног покойного вторую трубу и с помощью мехов нагнетать в гроб воздух, облегчая существование узника до его освобождения.
Вскоре, правда, выяснилось, что использование шнура, привязанного к конечности покойника, имело свои недостатки. Естественные процессы разложения часто заставляли тело раздуваться или даже менять положение, вызывая в результате случайное движение шнура и «ложную тревогу». По этой причине Франц Вестер в своей конструкции предусмотрел также окно-дверцу, через которую сторож кладбища мог посмотреть на лицо мертвеца и таким образом проверить, жив тот или мёртв. Система Вестера также позволяла снять трубу с колоколом и окном с гроба (когда сторож удостоверится, что погребённый окончательно мёртв) и использовать её на другом гробу.
Схожее устройство имела могила Тимоти Кларка Смита (англ. Timothy Clark Smith) из штата Вермонт (США). Как и другие жертвы тафофобии, он беспокоился по поводу своего погребения и заранее предпринял соответствующие меры. Смит умер в Хэллоуин 1893 года в городе Мидлберри. Вскоре на кладбище маленького городка Нью-Хэвен, который находится в нескольких километрах от Мидлбери, появилась странная могила, построенная по указаниям Смита и позднее ставшая настоящим «магнитом» для туристов. Подойдя к могиле, посетители видят серый бетонный прямоугольник. Это верхний край вертикальной трубы длиною 1,83 метра. Она начинается непосредственно в крышке гроба и увенчана квадратным окошком размером 36×36 см, забранным прочным стеклом. В руку покойного был вложен шнур от колокольчика, закреплённого в верхней части трубы.
Что до систем самоспасения мнимо умершего из могилы, то таковые применялись, главным образом, при погребении в склепах, так как в этом случае отсутствовало основное препятствие спасению — слой земли между гробом и поверхностью. Создавались, например, склепы с крышками, открывающимися изнутри.

## Безопасные гробы сегодня
Современная медицина почти всегда способна точно определить смерть и отличить труп от ещё живого пациента в состоянии оцепенения, что в принципе снимает проблему опасности преждевременного погребения. Однако в ряде случаев теоретическая возможность врачебной ошибки всё же сохраняется.
В 1995 году итальянский изобретатель Фабрицио Казели изобрёл и запатентовал современный безопасный гроб. Его проект включал активируемый из гроба сигнал тревоги, систему связи наподобие домофона, портативный фонарик, дыхательный аппарат, кардиомонитор и электрокардиостимулятор.
Иногда в гроб к умершему кладут мобильный телефон с заряженным аккумулятором, предоставляя погребённому шанс на самоспасение, а его близким — символическую возможность «связи» с покойником. При использовании такого метода не учитывается, что слой земли поверх гроба или металлические части гроба могут блокировать сигнал сети оператора, а грунтовые воды могут испортить телефон.